# Paddy Hopkirk

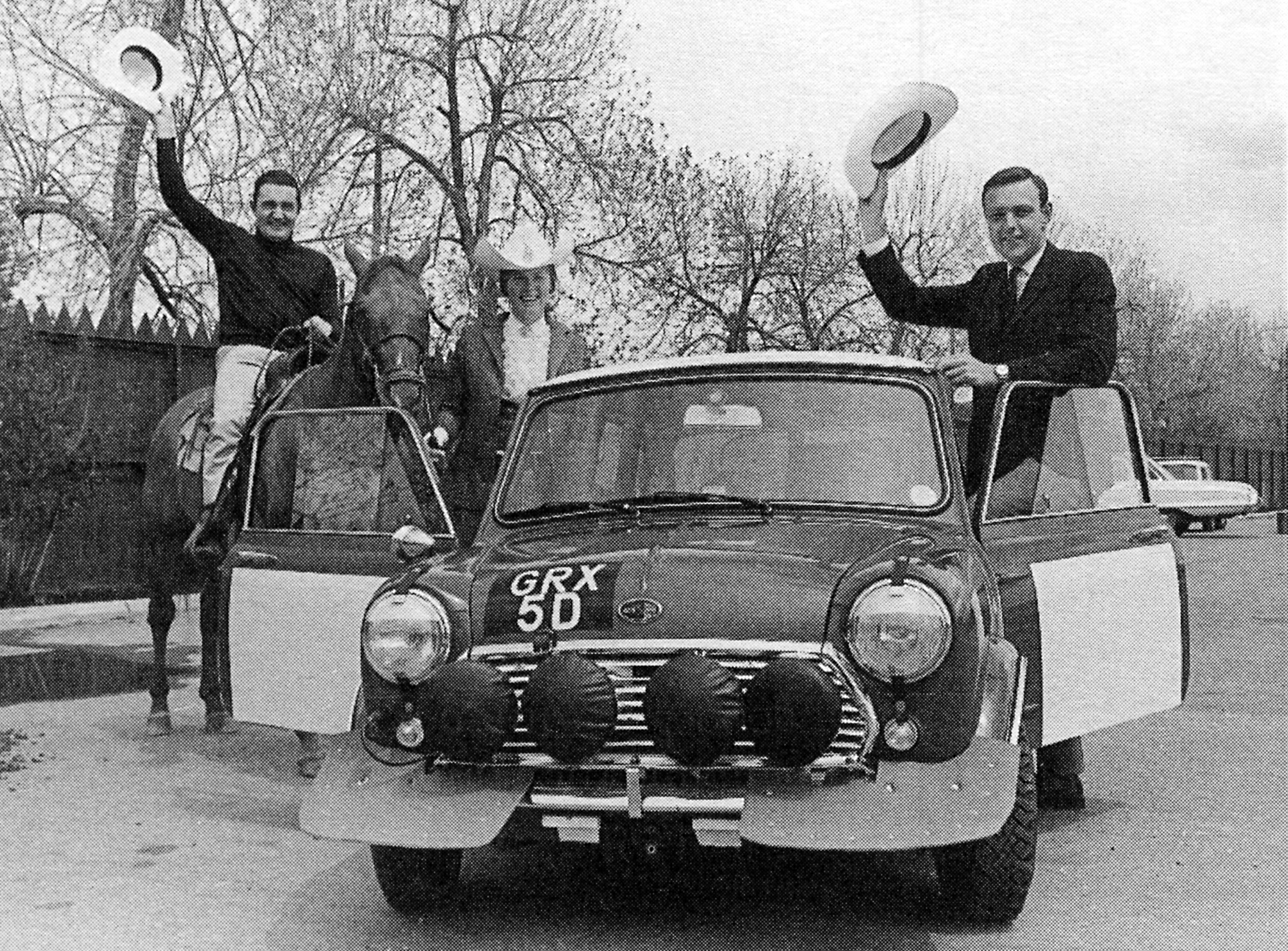
Paddy Hopkirk (links) und Tony Fall 1968

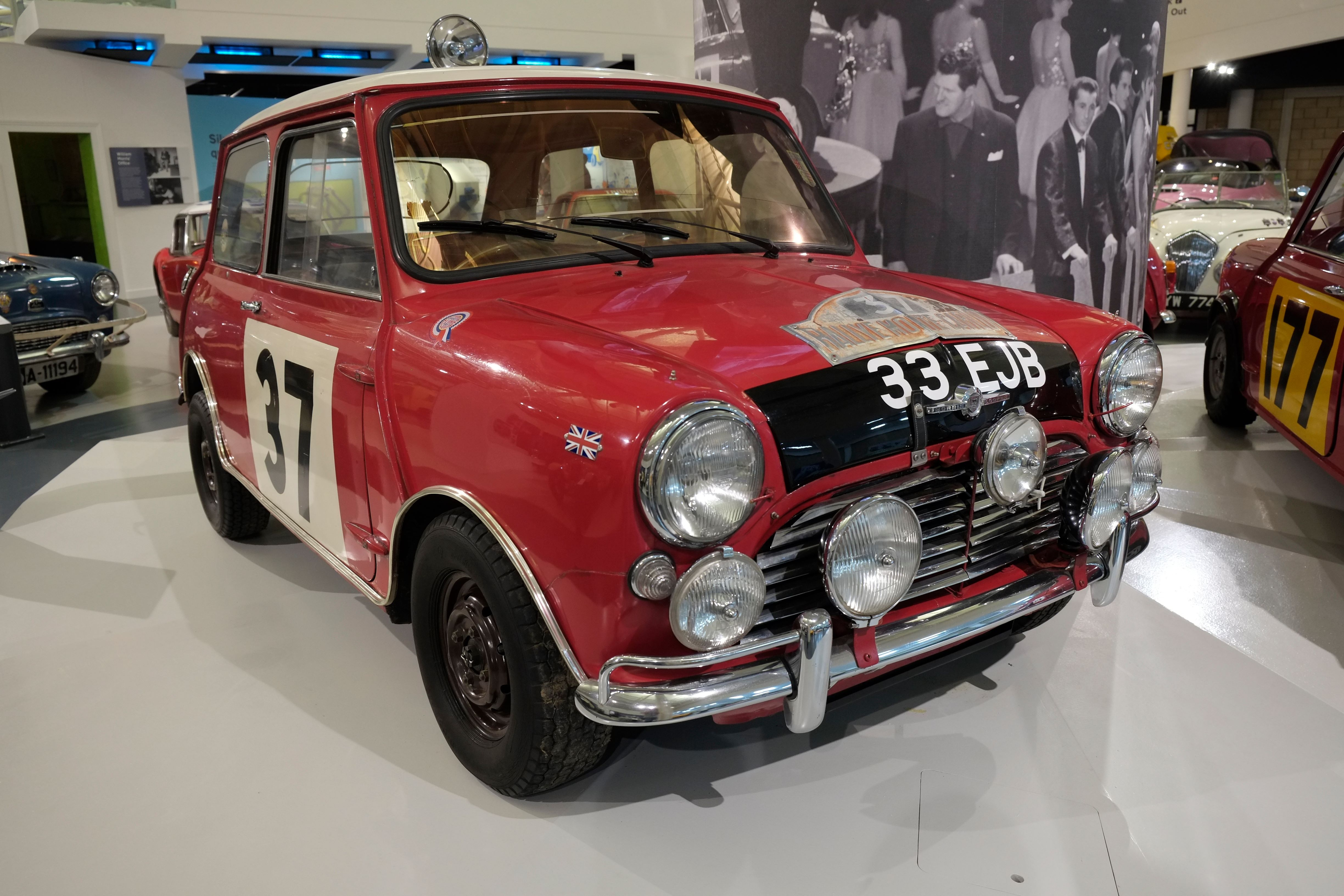
Der Mini Cooper S mit dem Paddy Hapkirk die Rallye Monte Carlo 1964 gewann

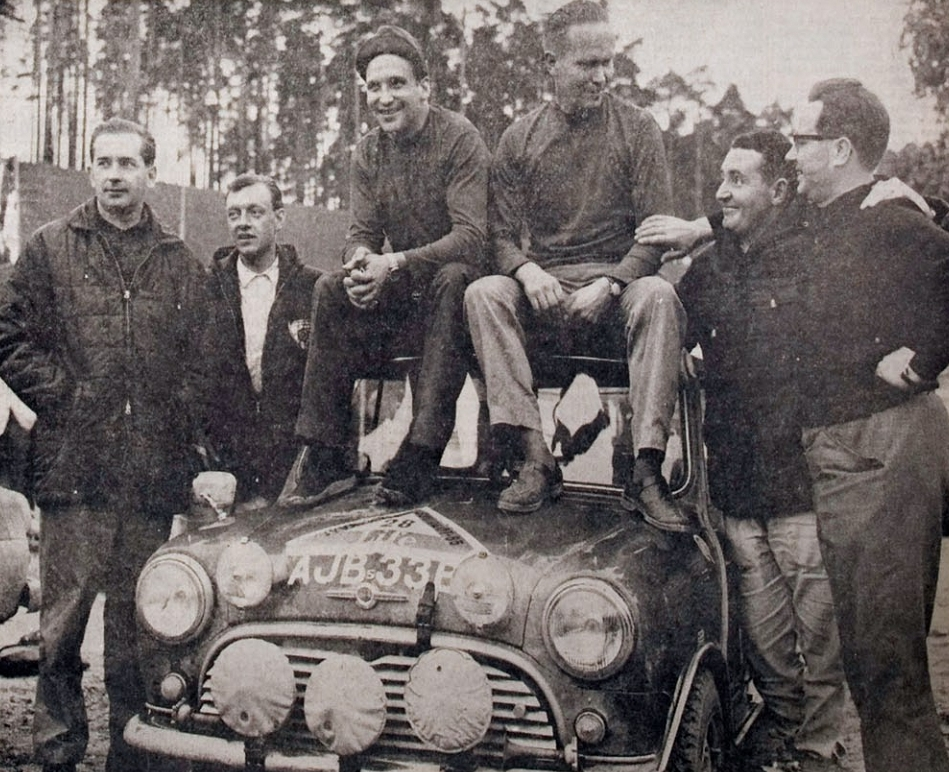
Die Mini-Werksmannschaft bei der 1000-Seen-Rallye 1965. Rauno Aaltonen (Zweiter von links), Timo Mäkinen (Dritter von Links) und Paddy Hopkirk (Zweiter von rechts) mit ihrem Co-Piloten

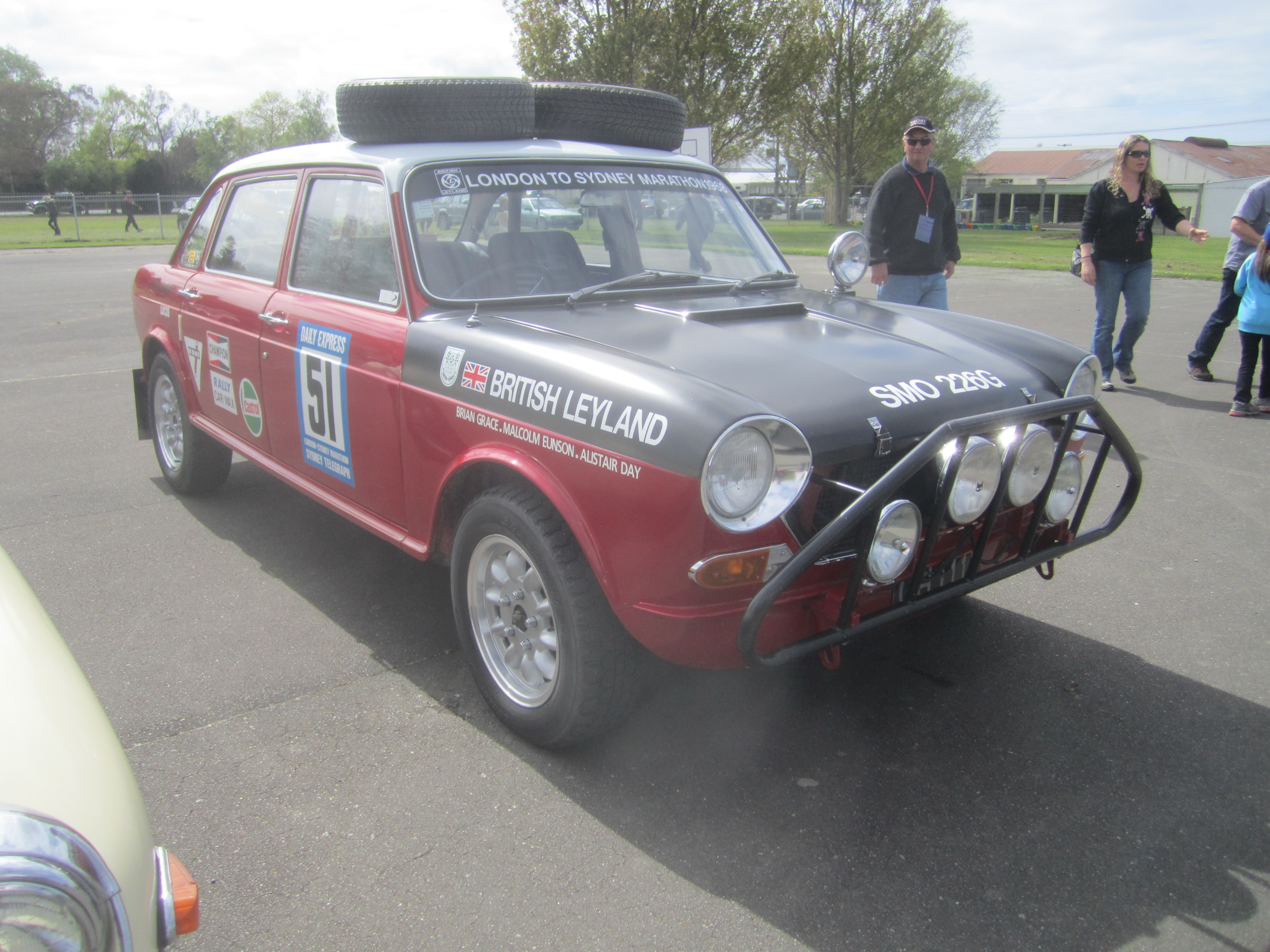
Der Austin 1800 mit dem Paddy Hopkirk 1968 den London-Sydney-Marathon bestritt

Patrick Barron Hopkirk, MBE, (* 14. April 1933 in Belfast; † 21. Juli 2022 in Aylesbury) war ein britischer Automobilfrennfahrer nordirischer Abstammung. Er galt als einer der besten Rallyefahrer, die das Vereinigte Königreich jemals hervorgebracht hat. Nach seinem Rückzug aus dem Rennsport wurde er für seine Wohltätigkeitsarbeit und den erfolgreichen Betrieb seines erfolgreichen Automobilzubehörgeschäfts und seiner Fahrschule bekannt.
Hopkirk wurde in der Neujahrs-Ehrenliste 2016 zum MBE und einem Monat später zum IAM RoadSmart Mature Drivers Ambassador ernannt. Es war bekannt, dass er innerhalb der Wohltätigkeitsorganisation sehr aktiv war, und zusätzlich zu seiner Arbeit als erfahrener Fahrer unterstützte er insbesondere den Young Driver Ambassador der Wohltätigkeitsorganisation. Diese Partnerschaft führte zu einer Reihe erfolgreicher Initiativen zur Förderung der fortgeschrittenen Fahrerausbildung für jüngere Menschen. Hopkirk wurde 1967 zum lebenslangen Mitglied des British Racing Drivers' Club gewählt und war außerdem Präsident des Historic Rally Car Register und Schirmherr der Behindertenhilfe WheelPower.

## Jugend und Ausbildung
Hopkirk wurde in Belfast geboren, wuchs katholisch auf und besuchte von 1945 bis 1949 das Clongowes Wood College im County Kildare bevor er bis 1953 am Trinity College in Dublin studierte. Seine akademische Karriere wurde jedoch durch seine Legasthenie gebremst. Hopkirk lernte erstmals im Alter von neun Jahren die Grundlagen der Fahrzeugbeherrschung, als ihm ein örtlicher Geistlicher in seinem Testament seinen Invalidenwagen hinterließ. Später stieg er auf ein Motorrad mit Beiwagen um – das wurde auf Drängen seines Vaters hinzugefügt, der es für sicherer hielt – und erwarb nach seinem Ingenieursstudium an Trinity einen Austin 7 „Chummy“ Tourer, mit dem er sein Rallye-Debüt gab. Er rach sein Studium ab, um für den Dubliner Volkswagen-Montagebetrieb in Ballsbridge zu arbeiten, wo er eine Reihe gebrauchter Volkswagen Käfer kaufte, um an Wettbewerben teilzunehmen.

## Erste Erfolge und Sieg bei der Monte-Carlo-Rallye
Hopkirks erster Sieg gelang 1953 beim Cairncastle-Bergrennen am Steuer eines VW Käfer, Reg.-Nr. EI 5756. Isaac Agnew aus Belfast bot ihm einen kostenlosen Käfer für den Circuit of Ireland Rallye 1953 an. Es wäre der erste von vielen Rallye-Teilnahmen. Er begann seine siegreiche Karriere im professionellen Renn- und Rallyesport im Jahr 1955, holte sich einen Klassensieg auf dem Circuit of Ireland und sicherte sich seine erste Hewison Trophy, die an den erfolgreichsten irischen Rallyefahrer des Jahres verliehen wurde. Anschließend gewann er die Trophy drei Jahre in Folge. Zu diesem Zeitpunkt war er auf einen Triumph TR2 umgestiegen. Sein Erfolg im Triumph wurde von der Standard Motor Company bemerkt, die Hopkirk bei der RAC-Rallye 1956 im März desselben Jahres seine erste Werksfahrt in einem Standard Ten anbot, wo er früh die Führung übernahm, bevor er später Probleme bekam. Zwei Monate später belegte er mit einem Standard Eight den dritten Platz bei der Tulpenrallye in den Niederlanden – seiner ersten Reise außerhalb von Großbritannien und Irland. Allerdings verlor er 1958 seine Vertrag mit Standard, nachdem er sein Auto beim Coupe des Alpes übersteuert hatte, um die durch einen Reifenschaden auf dem Stilfser Joch verlorene Zeit aufzuholen, wodurch der Motor beschädigt wurde und er sich aus dem Wettbewerb zurückziehen musste.
Im darauffolgenden Jahr trat er als Werksfahrer der Rootes-Gruppe bei Rallys an und fuhr einem Hillman Husky bei der Safari-Rallye, nachdem der amtierende Formel-1-Weltmeister Mike Hawthorn, der das Auto ursprünglich fahren sollte, bei einem Verkehrsunfall ums Leben kam. Später in diesem Jahr belegte er den dritten Gesamtrang und holte mit einem Sunbeam Rapier einen Klassensieg beim Coupe des Alpes. Außerdem führte er die Safari Rallye 1960 an, bis sein Rapier einen Differentialschaden erlitt. Er holte 1961 und 1962 zwei Siege auf dem Circuit of Ireland und einen weiteren dritten beim Coupe des Alpes 1961. Während seiner Zeit bei Rootes nahm Hopkirk auch an Rundstreckenrennen teil und gewann seine Klasse in einem Rapier beim Tourenwagenrennen im Rahmen des Großen Preises von Großbritannien 1960.
Nach dem dritten Rang bei der Rallye Monte Carlo 1962 in einem Sunbeam Rapier, beklagte er sich zunehmend über die mangelnde Zuverlässigkeit des Rapier. Bei der Acropolis Rally waren alle drei Werkswagen innerhalb eines Kilometers ausgefallen. Nachdem er von einer Testfahrt mit dem Austin-Healey 3000 von Pat Moss beeindruckt war, beschloss er, sich der British Motor Corporation anzuschließen um im August bei der Rallye Lüttich-Sofia-Lüttich sein Debüt in einem 3000 zu geben. Bei seinem zweiten Wettbewerb mit dem 3000, der RAC Rallye, belegte er 1962 den zweiten Platz, obwohl er nach einem Reifenschaden zwei Meilen einer Sonderprüfung mit einem zerfetzten Reifen absolvieren musste. Bei der Rallye Monte Carlo 1963 nahm er erstmals in einem Mini teil und belegte dort den sechsten Platz. In dieser Saison belegte er außerdem den zweiten Platz bei der Tulpenrallye, den sechsten Platz bei der Lüttich-Sofia-Lüttich-Rallye und den vierten Platz bei der RAC-Rallye. Darüber hinaus belegte er mit dem Mini den dritten Platz in der Touring-Kategorie der Tour de France Automobile hinter zwei 3,8-Liter-Jaguars und gewann seine Klasse und die Gesamtwertung nach Handicap. Hopkirk erzielte in diesem Jahr auch Erfolge bei Rundstreckenrennen in Frankreich, als er und sein Teamkollege Alan Hutcheson ihre Klasse bei den 24 Stunden von Le Mans in einem MG MGB Hardtop gewannen, obwohl sie 90 Minuten Verspätung hatten, weil sie ihr Auto aus einer Sandbank graben mussten.
Zusammen mit Henry Liddon gewann er 1964 die Rallye Monte Carlo im Mini Cooper S mit der Startnummer 37 und dem Kennzeichen 33 EJB. Er führte BMC auch zum Teamsieg, wobei seine Mini-Fahrerkollegen Timo Mäkinen und Rauno Aaltonen auf den Plätzen vier und sieben landeten. Der Sieg machte Hopkirk zu einem bekannten Namen: Er erhielt Telegramme vom damaligen britischen Premierminister Alec Douglas-Home und den Beatles, erhielt die Freedom of the City von Belfast und trat mit seinem Mini in einer Fernsehshow auf. Später im selben Jahr steuerte er einen Austin-Healey bei seiner nächsten internationalen Rallye, der Österreichischen Alpenfahrt, zum Sieg.
Hopkirk reiste im Laufe seiner Karriere auch nach Australien, um für das BMC Werks Team beim jährlichen Bathurst 500-Rennen für Serienfahrzeuge auf dem Mount Panorama Circuit zu fahren. Er fuhr von 1965 bis 1967 in einem Morris Cooper S in Bathurst und erzielte beim Armstrong 500 von 1965 zusammen mit Timo Mäkinen das beste Ergebnis: Platz 6 in der Gesamtwertung und Platz 3 in der Klasse. 1965 gewann er ein Coupe d’Argent bei der Alpenrallye. Er gewann 1965 und 1967 die Rallye Circuit of Ireland, 1966 und 1967 die Alpenrallye und 1967 die Rallye Akropolis.

## Der London-Sydney-Marathon 1968
Beim London-Sydney-Marathon 1968 gab Hopkirk auf der vorletzten Etappe jede Chance auf den Sieg auf, um das damals führende Team Lucien Bianchi/Jean-Claude Ogier zu retten, dessen Citroën DS gerade frontal mit einem anderen Auto auf einer angeblich für den Verkehr gesperrten Straße zusammengestoßen war. Hopkirk und seine Teamkollegen Tony Nash und Alec Poole gelang es, die Insassen aus beiden Autos zu befreien, die zu brennen begannen, und retteten dabei wahrscheinlich das Leben des schwer verletzten Lucien Bianchi. Der Unfall ereignete sich kurz vor Hopkirks Austin 1800. Indem Hopkirk und Nash zurückfuhren, um Schaulustige und die Polizei zu warnen, verhinderten sie wahrscheinlich auch einen weiteren Unfall mit ankommenden Teilnehmern. Hopkirks Crew beendete die Rallye auf dem zweiten Platz, hinter dem Hillman Hunter des Trios Andrew Cowan/Colin Malkin/Brian Coyle.

## Weitere Erfolge
1968 belegte er bei der zweiten Auflage der TAP Rallye den zweiten Platz. Im folgenden Jahr wurde er Zweiter beim Circuit of Ireland und der RAC Rallye, dann Vierter bei der London to Mexico World Cup Rally 1970 mit seinen Teamkollegen Tom Nash und Neville Johnston in einem Triumph 2.5 PI. Hopkirk beschloss, sich Ende des Jahres aus dem Vollzeitwettbewerb zurückzuziehen, was mit der Entscheidung von British Leyland-Chef Lord Stokes zusammenfiel, die Wettbewerbsabteilung des Herstellers zu schließen.
1977 nahm er mit Beifahrer Mike Taylor erneut an einer wiederbelebten Ausgabe des London-Sydney-Marathons teil, der Singapore Airlines London to Sydney Rally, dieses Mal mit einem Citroën CX 2400 und belegte den 3. Gesamtrang vor einem weiteren CX, der von Claude Laurent und Jean-Claude Ogier gefahren wurde.
1982 gewann er das RAC Golden 50, ein historisches Jubiläumsrennen zur Feier der 50. RAC-Rallye, mit Beifahrer Brian Culcheth im Mini Cooper, mit dem Timo Mäkinen 1965 die Rallye Monte Carlo gewonnen hatte. 1990 gewann er mit Beifahrer Alec Poole den Pirelli Classic Marathon. 1994 nahm er erneut an der Rallye Monte Carlo teil und fuhr einen aktuellen Mini Cooper, der dem Originalauto sehr ähnlich war, jetzt aber von der Rover Group produziert wurde und dessen 1275-cm³-Motor auf 104 PS getunt war und dessen Kennzeichen fast mit dem siegreichen Mini von 1964 (L33 EJB) identisch war: Dreißig Jahre nach seinem berühmten Sieg beendeten Hopkirk und sein Co-Pilot Ron Crellin das Rennen auf dem 60. Platz gegen viele andere moderne und leistungsstarke Maschinen.
Im Jahr 2010 gehörte er zusammen mit Mäkinen, Rauno Aaltonen und Erik Carlsson zu den ersten vier Neuzugängen in der Rally Hall of Fame.

## Unternehmer
Paddy Hopkirk ist eine nach Hopkirk benannte Marke für Autozubehör (z. B. Dachträger).Er war seit seinen Anfängen im Rallyesport im Automobilhandel tätig: Anfang der 1970er Jahre war er am Import von Toyotas nach Nordirland beteiligt. Er gründete auch eine Fahrschule, die zusammen mit seinem Autozubehörgeschäft in den 1990er Jahren verkauft wurde, und gründete anschließend ein Marketingunternehmen, Hopkirks Ltd. Er war auch Berater von BMW für deren wiederbelebten Mini.
In den Jahren 1969 und 1970 half Hopkirk bei der Erstellung und Bearbeitung eines Comicstrips, der wöchentlich im Sunday Mirror erschien und dazu beitragen sollte, Menschen zu besseren Autofahrern zu machen. Diese wurden restauriert und im Oktober 2020 in Buchform als Drive with Paddy Hopkirk veröffentlicht.

## Privates
Hopkirk heiratete 1967 seine Frau Jennifer (geb. Manser). Sie hatten drei Kinder, Katie, Patrick und William, sowie sechs Enkelkinder, Molly, Jessica, Fenella, Amalia, Allegra und Alexander. Seine Frau war 2005 High Sheriff von Buckinghamshire und von 2006 bis 2011 Vize-Oberleutnant von Buckinghamshire.
Er starb im Juli 2022.

## Statistik

### Le-Mans-Ergebnisse
| Jahr | Team                        | Fahrzeug                     | Teamkollege     | Platzierung             | Ausfallgrund         |
| ---- | --------------------------- | ---------------------------- | --------------- | ----------------------- | -------------------- |
| 1961 | Sunbeam Talbot              | Sunbeam Alpine               | Peter Jopp      | disqualifiziert         |                      |
| 1962 | Sunbeam Talbot              | Sunbeam Alpine               | Peter Jopp      | Ausfall                 | Motorschaden         |
| 1963 | Alan Hutcherson             | MG MGB Hardtop               | Alan Hutcherson | Rang 12 und Klassensieg |                      |
| 1964 | British Motor Corporation   | MG MGB Hardtop               | Andrew Hedges   | Rang 19                 |                      |
| 1965 | British Motor Corporation   | MG MGB Hardtop               | Andrew Hedges   | Rang 11                 |                      |
| 1966 | Donald Healey Motor Company | Austin-Healey Sprite Le Mans | Andrew Hedges   | Ausfall                 | Zylinderkopfdichtung |

### Sebring-Ergebnisse
| Jahr | Team                              | Fahrzeug                     | Teamkollege   | Platzierung | Ausfallgrund |
| ---- | --------------------------------- | ---------------------------- | ------------- | ----------- | ------------ |
| 1961 | Rootes Motors Inc.                | Sunbeam Alpine               | Peter Jopp    | Rang 34     |              |
| 1963 | Donald Healey Motor Co.           | Austin-Healey 3000           | Donald Morley | Rang 25     |              |
| 1964 | Donald Healey Motor Company       | Austin-Healey 3000           | Grant Clark   | Ausfall     | Unfall       |
| 1965 | Donald Healey Motor Co.           | Austin-Healey Sebring Sprite | Timo Mäkinen  | Rang 18     |              |
| 1966 | British Motor Co                  | MGB                          | Andrew Hedges | Ausfall     | Pleuel       |
| 1967 | British Motor Corp.               | MGB GT                       | Andrew Hedges | Rang 11     |              |
| 1968 | British Motor Company             | MGC                          | Andrew Hedges | Rang 10     |              |
| 1969 | British Leyland Motor Corporation | MGC GT                       | Andrew Hedges | Rang 15     |              |

### Einzelergebnisse in der Sportwagen-Weltmeisterschaft
| Saison | Team                              | Rennwagen                                        | 1   | 2   | 3   | 4   | 5   | 6   | 7   | 8   | 9   | 10  | 11  | 12  | 13  | 14  | 15  | 16  | 17  | 18  | 19  | 20  | 21  | 22  |
| ------ | --------------------------------- | ------------------------------------------------ | --- | --- | --- | --- | --- | --- | --- | --- | --- | --- | --- | --- | --- | --- | --- | --- | --- | --- | --- | --- | --- | --- |
| 1961   | Rootes-Motors Sunbeam Talbot      | Sunbeam Alpine                                   | SEB | TAR | NÜR | LEM | PES |     |     |     |     |     |     |     |     |     |     |     |     |     |     |     |     |     |
| 1961   | Rootes-Motors Sunbeam Talbot      | Sunbeam Alpine                                   | 34  |     |     | DNF |     |     |     |     |     |     |     |     |     |     |     |     |     |     |     |     |     |     |
| 1962   | Sunneam Talbot                    | Sunbeam Alpine                                   | DAY | SEB | SEB | MAI | TAR | BER | NÜR | LEM | TAV | CCA | RTT | NÜR | BRI | BRI | PAR |     |     |     |     |     |     |     |
| 1962   | Sunneam Talbot                    | Sunbeam Alpine                                   |     |     |     |     | DNF |     |     |     |     |     |     |     |     |     |     |     |     |     |     |     |     |     |
| 1963   | Donald Healey Alan Hutcherson BMC | Austin-Healey 3000 MGB Mini                      | DAY | SEB | SEB | TAR | SPA | MAI | NÜR | CON | ROS | LEM | MON | WIS | TAV | FRE | CCE | RTT | OVI | NÜR | MON | MON | TDF | BRI |
| 1963   | Donald Healey Alan Hutcherson BMC | Austin-Healey 3000 MGB Mini                      |     |     | 25  |     |     |     |     |     |     | 12  |     |     |     |     |     |     |     |     |     |     | 7   |     |
| 1964   | Donald Healey BMC                 | Austin-Healey 3000 Austin-Healey Sprite MGB Mini | DAY | SEB | TAR | MON | SPA | CON | NÜR | ROS | LEM | REI | FRE | CCE | RTT | SIM | NÜR | MON | TDF | BRI | BRI | PAR |     |     |
| 1964   | Donald Healey BMC                 | Austin-Healey 3000 Austin-Healey Sprite MGB Mini |     | DNF | DNF |     |     |     |     |     | 19  |     |     |     |     |     |     |     | DNF |     |     |     |     |     |
| 1965   | Donald Healey BMC                 | Austin-Healey Sprite MG Midget MGB               | DAY | SEB | BOL | MON | MON | RTT | TAR | SPA | NÜR | MUG | ROS | LEM | REI | BOZ | FRE | CCE | OVI | NÜR | BRI | BRI |     |     |
| 1965   | Donald Healey BMC                 | Austin-Healey Sprite MG Midget MGB               |     | 18  |     |     |     |     | 11  |     |     |     |     | 11  |     |     |     |     |     |     | 4   |     |     |     |
| 1966   | BMC Donald Healey                 | MGB Austin-Healey Sprite                         | DAY | SEB | MON | TAR | SPA | NÜR | LEM | MUG | CCE | HOK | SIM | NÜR | ZEL |     |     |     |     |     |     |     |     |     |
| 1966   | BMC Donald Healey                 | MGB Austin-Healey Sprite                         |     | DNF |     |     |     |     | DNF |     |     |     |     |     |     |     |     |     |     |     |     |     |     |     |
| 1967   | BMC                               | MGB                                              | DAY | SEB | MON | SPA | TAR | NÜR | LEM | HOK | MUG | BRH | CCE | ZEL | OVI | NÜR |     |     |     |     |     |     |     |     |
| 1967   | BMC                               | MGB                                              |     | 11  |     |     | DNF |     |     |     |     |     |     |     |     |     |     |     |     |     |     |     |     |     |
| 1968   | BMC                               | MGB                                              | DAY | SEB | BRH | MON | TAR | NÜR | SPA | WAT | ZEL | LEM |     |     |     |     |     |     |     |     |     |     |     |     |
| 1968   | BMC                               | MGB                                              |     | 10  |     |     | 12  |     |     |     |     |     |     |     |     |     |     |     |     |     |     |     |     |     |
| 1969   | Leyland Motor                     | MGC                                              | DAY | SEB | BRH | MON | TAR | SPA | NÜR | LEM | WAT | ZEL |     |     |     |     |     |     |     |     |     |     |     |     |
| 1969   | Leyland Motor                     | MGC                                              | 15  |     |     |     |     |     |     |     |     |     |     |     |     |     |     |     |     |     |     |     |     |     |